# Adrianna Biedrzyńska
Adrianna Julia Biedrzyńska (ur. 30 marca 1962 w Toruniu) – polska aktorka teatralna, filmowa i telewizyjna oraz piosenkarka.

## Życiorys
Absolwentka Szkoły Podstawowej nr 50 i VI Liceum Ogólnokształcącego w Bydgoszczy (1980) oraz Wydziału Aktorskiego Szkoły Filmowej w Łodzi (1984). Jako dziecko uczyła się gry na skrzypcach, nie została jednak – wbrew planom – skrzypaczką. Zagrała w wielu filmach, serialach telewizyjnych i przedstawieniach teatralnych.

### Teatr
W teatrze zadebiutowała jeszcze jako studentka łódzkiej filmówki 17 grudnia 1983 na deskach Teatru Studyjnego 83 im. Juliana Tuwima w Łodzi. W latach 1984–1989 była zatrudniona w warszawskim Teatrze Nowym w Warszawie. W 1987 pojawiła się na scenie Teatru Za Daleki w Warszawie. Od 1989 nie jest związana na stałe z żadnym teatrem. Występowała gościnnie w warszawskich teatrach: Rampa (1989–1990), Scena Prezentacje (1993, 2000, 2004), Syrena (1999, 2002, 2004), Komedia (2008). Gościnnie pojawiła się też w białostockim Teatrze Dramatycznym im. A. Węgierki (2006).
Sprawdza się zarówno w rolach dramatycznych, jak i komediowych, choć sama aktorka przyznaje, że lepiej czuje się w rolach komicznych. W 2008 gościnnie wystąpiła w Katowicach w Kinoteatrze Rialto w tytułowej roli w komedii muzycznej dla dzieci Pchła Szachrajka, w którym partnerował jej m.in. Rafał Sawicki.
W pracy teatralnej miała możliwość współpracy m.in. z takimi reżyserami jak Janusz Bukowski, Adam Hanuszkiewicz, Barbara Sass. Pozytywnie krytycy ocenili jej rolę Mariny w spektaklu Perykles, władca Tyru (1984), choć sam spektakl nie okazał się udany.
W drugiej połowie lat 80 XX w. skoncentrowała się na karierze filmowej.

### Film i telewizja
Po raz pierwszy przed kamerą pojawiła się w 1983 w epizodycznej roli w filmie Co dzień bliżej nieba (reż. Zbigniew Kuźmiński). Rok później otrzymała główną rolę w obyczajowym filmie muzycznym Miłość z listy przebojów (reż. Marek Nowicki). Potem zagrała w wielu innych filmach i serialach telewizyjnych, m.in. Ankę w Dekalogu (reż. Krzysztof Kieślowski), Dorotę Waltz w Lepiej być piękną i bogatą (reż. Filip Bajon), Ewę Wiśniewską w Pajęczarkach (reż. B. Sass), Ewę Góralczyk w serialu Fitness Club (reż. Paweł Karpiński), Zuzę w sitcomie Buła i spóła (reż. Krzysztof Jaroszyński). Pojawiała się także w produkcjach zagranicznych. Ostatnio występuje w dużej roli Barwach szczęścia, serialu emitowanym w TVP2.
Działa też w Teatrze Telewizji, m.in. zagrała w monodramie Broadway, mój Broadway (reż. Tomasz Wiszniewski, 1988), a także w Żegnaj, laleczko na podstawie powieści Raymonda Chandlera (reż. Laco Adamik, 1989) i w Wiosennych wodach (reż. Andrzej Maj, 1988).

### Estrada
Współpracowała z kabaretem Tey, Pawłem Dłużewskim, działała też w Babskim Kabarecie.
Próbuje swych sił także jako piosenkarka. Koncertuje w USA, Kanadzie i Australii.

## Życie prywatne
Jest siostrą Joanny Biedrzyńskiej, pianistki i wokalistki.
Z pierwszym mężem Maciejem Robakiewiczem ma córkę Michalinę. Małżeństwo zakończyło się rozwodem.
Jej drugim mężem został w 2003 Marcin Miazga. Tego samego roku była oskarżana, wraz z mężem, o defraudację znacznych sum pieniężnych. Podczas konferencji prasowej, która odbyła się 27 sierpnia 2003 w hotelu Marriott w Warszawie wyjaśniła, że ona sama stała się ofiarą męża i jego znajomego, Andrzeja Haraburdy, który tymi pieniędzmi miał operować na giełdzie, a w rezultacie uciekł do Stanów Zjednoczonych. Nieoczekiwanie oświadczyła „muszę podjąć tragiczną decyzję — rozwieść się z moim mężem”. Jednak do rozwodu doszło dopiero w lipcu 2013.
W 2006 została uprowadzona przez swojego wielbiciela, mieszkańca Częstochowy. Wielbiciel więził aktorkę przez siedem godzin, a poza pozbawieniem wolności nie zrobił jej krzywdy.

## Spektakle teatralne
- 1983: Bal manekinów jako Angelika Arnaux (reż. Bogdan Michalik)
- 1984: Perykles, władca Tyru jako Marina (reż. Bohdan Cybulski)
- 1985: Ogłoszenie matrymonialne jako Anka (reż. Janusz Bukowski)
- 1985: Dr Guillotin jako Amantka; Marion (reż. Eugeniusz Korin)
- 1987: Dusia, Ryba, Wal i Leta jako Leta (reż. B. Sass)
- 1989: Faust jako Małgorzata (reż. B. Cybulski)
- 1990: Wesele jako Maryna (reż. A. Hanuszkiewicz)
- 1998: Wieczór kawalerski jako Judy (reż. Cezary Morawski)
- 1999: Księżyc nad Buffalo jako Roz (reż. C. Morawski)
- 2000: Łoże z baldachimem jako Isabelle (reż. Romuald Szejd)
- 2002: In flagranti jako Louise (reż. C. Morawski)
- 2004: Harcerki jako Josette Riviere (reż. R. Szejd)
- 2004: Stalowe magnolie jako Truvy Jones (reż. Wojciech Malajkat)
- 2006: Kobieta nad nami jako Olga (reż. Dariusz Szada-Borzyszkowski)
- 2008: Niebezpieczne związki jako Markiza De Merteuil (reż. Bartłomiej Wyszomirski)
- 2008: Pchła Szachrajka jako Pchła

### Teatr Telewizji
- 1984: Gracz jako Polina (reż. Andrzej Kondratiuk)
- 1986: Czupurek jako Przybłęda (reż. Barbara Borys-Damięcka)
- 1988: Dusia, Ryba, Wal i Leta jako Leta (reż. B. Sass)
- 1988: Oficyna (Pamiętniki Anny Frank) jako Anna Frank (reż. Barbara Borys-Damięcka)
- 1988: Wiosenne wody jako Gemma Roselli (reż. Andrzej Maj)
- 1988: Broadway, mój Broadway (monodram, reż. T. Wiszniewski)
- 1989: Iluzja jako Izabela i Hipolita (reż. Krzysztof Gordon)
- 1989: Hotel „Pod Kulą Ziemską” jako Woźna (reż. Wojciech Biedroń)
- 1989: Jacuś jako Marta (reż. J. Bukowski)
- 1989: Słoń i kwiat jako Motyl (reż. Stanisław Pieniak)
- 1989: Żegnaj, laleczko jako Anna Riordan (reż. L. Adamik)
- 1989: Zamek jako Frieda (reż. Marek Grzesiński)
- 1991: Ogłoszenie matrymonialne jako Anka (reż. J. Bukowski)
- 1991: Derby w pałacu jako Alicja (reż. Ryszard Ber)
- 1993: Madame de Sade jako Anna (reż. Andrzej Sapija)
- 1993: Kłamczucha jako Lili Hervier (reż. Paweł Trzaska)
- 1994: Rosmersholm jako Rebeka (reż. Jan Maciejowski)
- 1995: Niecierpliwość zmysłów jako Marta (reż. R. Szejd)
- 1995: Mogło być gorzej jako Emma (reż. R. Ber)
- 1995: Bożena jako Bożena (reż. Andrzej Barański)
- 1997: Kolacyjka jako Vera (reż. P. Karpiński)
- 2000: Żelazna konstrukcja jako Zofia (reż. Sylwester Chęciński)
- 2001: Błahostka jako Andżelika (reż. Tomasz Zygadło)

## Filmografia
Na podstawie Adrianna Biedrzyńska w bazie  filmpolski.pl
| Rok       | Tytuł filmu                                       | Rola                                                                   | Uwagi                            |
| --------- | ------------------------------------------------- | ---------------------------------------------------------------------- | -------------------------------- |
| 1983      | Co dzień bliżej nieba                             | dziewczyna w oknie wystawowym „Telimeny”, nie wymieniona w czołówce    |                                  |
| 1984      | Miłość z listy przebojów                          | Eliza                                                                  |                                  |
| 1985      | Képvadászok                                       | tajemnicza kobieta                                                     |                                  |
| 1986      | Blisko, coraz bliżej                              | Krysia, dziewczyna Bolka                                               | Serial telewizyjny               |
| 1986      | Ucieczka                                          | dziewczyna                                                             |                                  |
| 1986      | Borys Godunow                                     | Maryna Mniszchówna                                                     |                                  |
| 1986      | Kronika wypadków                                  | dziewczyna                                                             |                                  |
| 1986      | Maskarada                                         | Ewa, partnerka Jerzego Wolfa, Wykonanie piosenek                       |                                  |
| 1986      | Zkroceni zleho muze                               | Laura                                                                  |                                  |
| 1987      | Jedenaste przykazanie                             | Jadzia „Kiki”, prostytutka u pani Rokefeler                            |                                  |
| 1987      | Komediantka                                       | Zosia, siostrzenica Osińskiej, żona Babińskiego                        | Serial telewizyjny               |
| 1987      | Rzeka kłamstwa                                    | wnuczka Bocianichy                                                     | Serial telewizyjny               |
| 1988      | Hanussen                                          | dziennikarka Wally                                                     |                                  |
| 1988      | Kornblumenblau                                    | więźniarka                                                             |                                  |
| 1988      | Mistrz i Małgorzata                               | Nisa                                                                   | Serial telewizyjny               |
| 1988      | Narrenweisheit                                    | Gilberte                                                               |                                  |
| 1988      | Niezwykła podróż Baltazara Kobera                 | Rosa                                                                   |                                  |
| 1988      | Piłkarski poker                                   | żona Grundola                                                          |                                  |
| 1988      | Schodami w górę, schodami w dół                   | Maryjka, narzeczona Karola                                             |                                  |
| 1988      | Serenite                                          | 2 role: Agata, matka Agaty                                             |                                  |
| 1989      | 300 mil do nieba                                  | dziennikarka                                                           |                                  |
| 1991      | Nad rzeką, której nie ma                          | Ewa                                                                    |                                  |
| 1991      | Obywatel świata                                   | Ewa                                                                    |                                  |
| 1992      | Pierścionek z orłem w koronie                     | Janina                                                                 |                                  |
| 1992      | Un’altra vita                                     | Alia                                                                   |                                  |
| 1993      | Lepiej być piękną i bogatą                        | Dorota Waltz                                                           |                                  |
| 1993      | Pajęczarki                                        | Ewa Wiśniewska                                                         |                                  |
| 1994–1995 | Fitness Club                                      | Ewa Góralczyk, właścicielka fitness clubu „Ewa”                        | Serial telewizyjny               |
| 1996      | Opowieść o Józefie Szwejku i jego drodze na front | Katy                                                                   | Serial telewizyjny               |
| 1997–2017 | Klan                                              | Nina Stec, żona Romualda Steca, prezesa Klubu Sportowego „Sparta-Stec” | Serial telewizyjny               |
| 1999      | Badziewiakowie                                    | Iwona                                                                  | Serial telewizyjny               |
| 1999      | Przygody dobrego wojaka Szwejka                   | Katy Wendler                                                           |                                  |
| 2000–2001 | Graczykowie                                       | Zuza                                                                   | Serial telewizyjny               |
| 2001–2002 | Graczykowie, czyli Buła i spóła                   | Zuza                                                                   | Serial telewizyjny               |
| 2001–2003 | Zrozumieć świat                                   | ciocia Irena                                                           | Serial telewizyjny               |
| 2005      | Molly’s Way                                       | Izabella                                                               |                                  |
| 2006      | Niania                                            | Lidka Panek, starsza siostra Frani                                     | Serial telewizyjny               |
| od 2007   | Barwy szczęścia                                   | Małgorzata Zwoleńska, matka Magdy i Natalii                            | Serial telewizyjny               |
| 2007      | Na dobre i na złe                                 | Sylwia Lawina                                                          | Serial telewizyjny               |
| 2009      | Dekalog 89+                                       | pani pedagog                                                           |                                  |
| 2009      | Przeznaczenie                                     | Maria Bogucka                                                          | Serial telewizyjny (odc. 11)     |
| 2010      | Mała matura 1947                                  | Żydówka, Dana Przedrzymirska                                           |                                  |
| 2010      | Mała matura 1947                                  | Żydówka, Dana Przedrzymirska                                           | Serial telewizyjny               |
| 2010      | Poza prawem                                       | matka                                                                  | Etiuda szkolna                   |
| 2010      | Weekend                                           | matka Malinowskiego                                                    |                                  |
| 2010      | Wszystkie ręce umyte. Sprawa Barbary Blidy        | Barbara Blida                                                          | Film dokumentalny-fabularyzowany |
| 2012      | Mika                                              | Krystyna Kowalczuk                                                     |                                  |
| 2013      | Wybraniec                                         | matka Kamila                                                           |                                  |
| 2016      | Kolekcja sukienek                                 | Monika                                                                 |                                  |

### Polski dubbing
- 1991: Thelma i Louise jako Thelma Dickinson
- 2000: Planescape: Torment jako Anna (gra komputerowa)
- 2008: Małpy w kosmosie jako dr Ada

## Muzyka

### Dyskografia
- 1997: Pięć oceanów (składanka)
- 2003: Ada Biedrzyńska – Debiut

### Piosenki
- „Ada, to nie wypada” (muzyka Zygmunt Wiehler, słowa Jerzy Jurandot; piosenka pochodzi z filmu „Ada! To nie wypada!” z 1936)
- „Do Europy”
- „Grande Valce Brillante”
- „Kocham cię, idioto” (muzyka Zbigniew Zamachowski, słowa Zenon Laskowik)
- „Kochaną być”
- „Mgła” (muzyka Lindsay Martell, słowa Waldemar Chyliński)
- „Nasza cisza”
- „Nie mów mi”
- „Playa bonita” (muzyka Lindsay Martell, słowa Waldemar Chyliński)
- „Tańczę by żyć” (muzyka Mike Norman, słowa Waldemar Chyliński; 2003)
- „To nasze ostatnie bolero”
- „Widzisz, mała”
- „Z woli dusz”

## Nagrody i wyróżnienia
- 1987 – wyróżniona na festiwalu Młodego Polskiego Kina w Gdańsku za rolę w filmie Ucieczka (1986)
- 1988 – Nagroda Artystyczna Młodych im. Stanisława Wyspiańskiego za osiągnięcia aktorskie
- 1988 – Nagroda im. Zbyszka Cybulskiego tygodnika „Ekran”
- 1988 – Nagroda Przewodniczącego Komitetu ds. Radia i Telewizji za kreację aktorską w teatrze telewizji (Wiosenne wody)
- 1990 – Nagroda Wiktora dla osobowości telewizyjnej
- 1993 – Nagroda Złotej Kaczki w kategorii najlepsza polska aktorka w roku 1993